# Summer World University Games 2025/Teilnehmer (Finnland)
| Gelbes Symbol für Goldmedaillen mit stilisierten Olympischen Ringen | Graues Symbol für Silbermedaillen mit stilisierten Olympischen Ringen | Braundes Symbol für Bronzemedaillen mit stilisierten Olympischen Ringen |
| ------------------------------------------------------------------- | --------------------------------------------------------------------- | ----------------------------------------------------------------------- |
| 2                                                                   | 1                                                                     | 3                                                                       |

Finnland nahm an den Summer World University Games 2025 vom 16. bis zum 27. Juli mit 76 Athleten (33 Männer und 43 Frauen) teil.

## Medaillen

### Medaillenspiegel
| Rang   | Sportart       | Gold | Silber | Bronze | Gesamt |
| ------ | -------------- | ---- | ------ | ------ | ------ |
| 1      | Leichtathletik | 2    | 1      | 2      | 5      |
| 2      | Judo           | –    | –      | 1      | 1      |
| Gesamt | Gesamt         | 34   | 21     | 24     | 79     |

### Medaillengewinner
| Name/n            | Sportart       | Wettkampf        |
| ----------------- | -------------- | ---------------- |
| Gold              |                |                  |
| Ilona Mononen     | Leichtathletik | 3000 m Hindernis |
| Saara Keskitalo   | Leichtathletik | 100 m Hürden     |
| Silber            |                |                  |
| Aleksi Savolainen | Leichtathletik | Zehnkampf        |
| Bronze            |                |                  |
| Sara Killinen     | Leichtathletik | Hammerwurf       |
| Topias Laine      | Leichtathletik | Speerwurf        |
| Emma Krapu        | Judo           | Klasse bis 78 kg |

## Teilnehmer nach Sportarten

### Badminton
Männer
- Eliel Melleri

### Basketball

#### Basketball
| Männer - Emil Skyttä - Teemu Suokas - Viljami Vartiainen - Ville Tahvanainen - Leo Nordberg - Jan Lindberg - Oliver Kandén - Touko Tainamo - Henri Permanto - Martti Vaara - Eemi Luukkonen - Topias Jokela | Frauen - Liisa Taponen - Lilli Hakkarainen - Lilli Onnela - Albina Syla - Cayro-lyza Toomingas - Meri Kanerva - Kati Ollilainen - Emma Ristola - Teresa Seppälä - Pinja Paananen - Saana Kujala - Henna Sandvik |

### Bogenschießen
| Männer - Niko Petäjä | Frauen - Emmi Ala-aho |

### Fechten
| Männer - Akseli Heinämaa - Marko Kuhta | Frauen - Outi Jaakkola |

### Judo
Frauen
- Venla Laiho
- Emma Krapu

### Leichtathletik
| Männer - Aaro Davidila - Aleksi Savolainen - Arttu Korkeasalo - Eino Vuori - Leonard Markén - Otto Pulkkinen - Teemu Narvi - Topias Laine - Valtteri Louko | Frauen - Alisa Virtanen - Charlotta Sandkulla - Emilia Karell - Heidi Salminen - Ilona Mononen - Pilke Kössi - Saana Peura - Sara Killinen - Saara Keskitalo - Veera Mattila - Veera Perälä - Vilma Mäki - Emma Tainio |

### Schwimmen
| Männer - Ronny Brännkärr | Frauen - Ada Hakkarainen - Anniina Murto - Jenna Pulkkinen - Kiia Metsäkonkola |

### Taekwondo
| Männer - Otto Susiluoto | Frauen - Anna Alatalo |

### Tennis
Frauen
- Aino Alkio
- Venla Ahti

### Turnen

#### Gerätturnen
| Männer - Aaro Harju - Akseli Kauma - Eetu Kujanpää - Leo Lehtinen - Marcus Pietarinen - Niko Petäjä | Frauen - Ada Hautala - Misella Antila - Minea Antila - Saara Kokko - Sara Laiho |

#### Rhythmische Sportgymnastik
Frauen
- Emmi Piiroinen
- Lia Kallio